# Journée de la robe rouge
La Journée de la robe rouge est une journée célébrée chaque année le 5 mai au Canada afin de rendre hommage aux femmes, filles et personnes bispirituelles autochtones (FFADA2S) victimes de violences au Canada. Cette journée trouve son origine dans le REDress Project (en) de la créatrice métisse Jaime Black (en), qui consistait à suspendre dans l'espace public des robes rouges représentant les femmes et les filles autochtones disparues et assassinées. Lors de cette journée, les actions incluent le fait de se vêtir de rouge ou d'accrocher de façon visible des robes rouges aux arbres, aux portes ou aux statues,. 